# Asian Kung-Fu Generation
Asian Kung-Fu Generation (アジアン・カンフー・ジェネレーション Ajian Kanfū Jenerēshon) er et japansk alternative rock-band, dannet i Yokohama, Japan i 1996. Bandet består af sanger Masafumi Gotō, guitarist Kensuke Kita, bassist Takahiro Yamada, og trommeslager Kiyoshi Ijichi.